# Su-33 (航空機)
Su-33/Су-33
Su-33
- 用途：艦上戦闘機、マルチロール機
- 分類：戦闘機
- 設計者：スホーイ設計局
- 製造者：Yu.A.ガガーリン記念コムソモーリスク・ナ・アムーレ航空機工場
- 運用者： ロシア(海軍)
- 初飛行：

  - 試作機：1987年8月17日
  - 増加試作機：1990年
  - 量産機：1998年
- 生産数：約35機（2020年[1]）
- 運用開始：1998年
- 運用状況：現役
- 原型機：Su-27
- 派生型：殲撃15型（J-15）

Su-33（スホーイ33、スホイ33；ロシア語：Су-33スー・トリーッツァチ・トリー）は、ソビエト連邦のスホーイ設計局が開発した戦闘機。
スホーイ設計局が開発を手掛けたSu-27「フランカー」の艦上戦闘機型として、ソ連海軍向けに開発された機体である。NATOコードネームはフランカーD（Flanker-D）で、非公式な愛称として「シーフランカー」がある。

## 開発の経緯
Su-33の開発は、1970年代に開始された。当初ソ連はスホーイ、MiG、ヤコブレフに研究を指示した。このうちミコヤンはMiG-27にアレスティング・フックを取り付けて地上試験を行ったが、機体の旧式化により技術的な問題がある、という結果がでている。
空母での運用を想定して改造されたSu-27試験機は1984年4月に初飛行した。この試験機は、Su-27の試作機のT10-3にアレスティング・フックを取り付けるなど、ごく一部の改造を行い、陸上基地にスキージャンプ台を設置しての模擬発艦試験と着陸時に着艦フックを使用した場合の機体への影響などの試験を実施して、Su-27が空母で運用が可能であるかどうかの基本的な技術実証試験を行った。
その後、試作機製作のための試験機とモックアップが製作されて、データの蓄積を行い、本格的な艦載機仕様のSu-27Kの試作機T10K-1は、Su-27の部隊への配備が始まった1987年から製作を開始して、同年8月17日に初飛行した。T10K-1は1988年9月下旬に試験飛行中において油気圧系統の故障により墜落したものの、試作機2号機のT10K-2により飛行試験が継続され、各種のデータの蓄積が続けられた。1989年末には飛行試験は終了して、同年11月1日には空母「トビリシ」（改名前の空母「アドミラル・クズネツォフ」）において最初の着艦試験に成功した。スホーイは、その後に7機の増加試作機を製造して、空母「アドミラル・クズネツォフ」において発着艦を含む運用試験を1991年から1994年の間に行うとともに、1993年に試作機を用いてのパイロットの養成をロシア海軍が開始した。1994年8月には、Su-27Kの量産型24機を発注して、1995年には、空母「アドミラル・クズネツォフ」がSu-27Kの試作機を搭載して初の長期試験航海を行い、その結果を受けてSu-27Kの採用を決定した。しかし、当時のロシア海軍は財政が極めて切迫した状況にあり、Su-27Kの実用化は数年間の遅延を余儀なくされ、1998年になって、ようやくSu-33として制式化された。Su-33の生産数は24機で、製造はすでに終了している。
NATOコードネームの"フランカーD"は、アメリカやイギリス連邦諸国などの国防省によって行われる航空機標準化調整委員会（ASCC）によって決定した。
また、並列複座型としてSu-27KUB（後にSu-33UBに改名）が制作され、1999年4月29日に初飛行している。Su-33UBは原型となったSu-33から主翼幅及び面積を拡大している他、後に推力偏向装置付きのAL-31FPエンジンを装備している事が後に発覚した。Su-33UBは1999年以降数回にわたり同国空母「アドミラル・クズネツォフ」甲板上から発艦しているのが確認されており、Su-33の後継機候補としてロシア海軍により試験運用されていたようだが、後述するようにロシア海軍では後継機としてMiG-29Kの採用を決め、Su-33UBは落選した。

## 機体
Su-33は性能・構造共にSu-27と殆ど変わらないが、外見状の変更点として以下のことが上げられる。
- 機体後部は、発着艦時における機首上げの際、テイルブームが飛行甲板に接触する危険がある為、テイルブームが短縮され、その下部にはアレスティング・フックを装備。
- 前脚の前輪は着艦の衝撃に耐えられるよう二重タイヤに変更。
- 主翼後縁は、発艦時の揚力増加と着艦時の着陸距離を短縮するため、フラッペロンから、外側をドループ・エルロン、内側を2枚式のダブル・スロッテッド・フラップに変更。
- 上空での機動性を高めるため、主翼前には全遊動式のカナード翼（上方7度、下方70度）を新たに装備。
- 機首左側に伸縮式の空中給油用プローブを新設。
- 着艦時における前方視界向上を図るため、機体中心線上のキャノピー前方にあった赤外線追尾・レーザー測距装置の収納部がキャノピー前方右側に移設。

ほとんどの艦上機で共通の特徴ではあるが、空母格納庫での運用を考慮し主翼と水平尾翼が折畳み式になっている。
機体は、艦載機として着艦時の衝撃に備えて、機体構造の設計変更とランディング・ギヤ（着陸装置）の強化が行わなれている。洋上での運用を前提としているため、機体各所には防水・防錆対策が行われており、機体塗料には腐食に強い物が使用されている。本機は、カナード翼・主翼・水平尾翼の3つの翼を持つ三翼面形態を採用しており、この翼形態では揚力が主翼だけでなく、カナード翼と水平尾翼からも発生するため、カナード翼・主翼・水平尾翼から分散して釣り合う形で揚力が発生して上昇ができるようになっている。これには、主翼付け根の荷重が軽減できる利点もあり、主翼構造の軽量化も図られている。
また、空中機動において主翼が大迎角を取った際、主翼がストール（失速）し、その気流が機体後方の水平尾翼に被ると、機体の操作が困難となる。その対策として、主翼より前に取付けられているカナード翼の発生させる渦流が、主翼の上面の気流の剥離を抑えて主翼の失速を遅らせる事により、ポスト・ストール（最大揚力迎え角）時での機動性を確保している。しかし、三翼面形態は機体制御システムが複雑になる問題があり、フライ・バイ・ワイヤなどの高度な操縦システムを導入しなければ実用化が困難であったため、操縦系統に4重のデジタル・フライ・バイ・ワイヤ方式を採用して機体制御を行っている。翼面積は、カナード翼が装備されたため、Su-27の62m2から67.4m2に増加している。カナード翼は、左右が同調して可動する方式を採用しており、縦方向の機動制御のみが制御可能である。

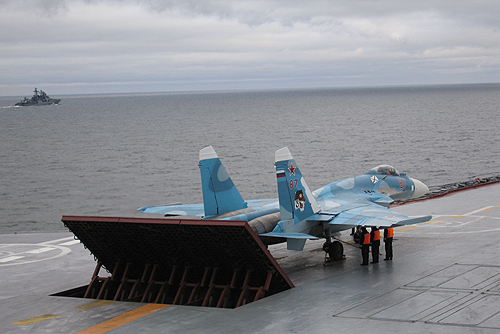
空母アドミラル・クズネツォフの飛行甲板で発艦位置に着いたSu-33

Su-27を艦載機化したことによる改装により、燃料容量は機体の構造変化により減少しているが、空虚重量は18,400kgとなり2,200kg増加している。最大離陸重量は、陸上基地からの離陸では33,000kgだが、空母からの離陸では26,000kgに制限される。そのため、兵装搭載量はSu-27と同じ8,000kgにもかかわらず、空母での運用の場合には6,500kgに制限される。これは、本機が運用される空母の発艦方式が、カタパルト方式ではなくスキージャンプ方式を採用しているため、さまざまな制約があることが原因である。また、ミサイルなどの兵装を搭載するパイロンは10箇所から12箇所に増えている。

### 近代化改修
2000年以降、GPSおよびGLONASSを利用した航行が可能となるA-737衛星航法システムの搭載やAL-31F-M1エンジンへの換装などが実施されている。ただし、近代化では資金面からレーダーや兵装のアップグレードの実施は見送られている。
2010年以降は寿命延長改修が施され、飛行時間が700時間、着艦数が1,500回増加し、運用寿命が16年から26年に延長された。
2016年には同年のシリア展開を前に、(2015年末のロシア大統領の要求により)無誘導爆弾の投下精度を向上させ誘導爆弾並み(最大誤差数m)とされるSVP-24の搭載を行っている。搭載機はかなりの数になり、2017年1月6日、駐シリアロシア軍司令官のカルタポロフ大将は、アドミラル・クズネツォフの艦載機が2017年1月初頭までに420回の任務を行い、うち117回は夜間任務であったと発表した。これらの任務でSVP-24-33照準システムによる精密爆撃が行われ、シリア反体制派の目標を1,252破壊できたとしている。
このようにこれまで大きな近代化を行ってこなかったSu-33であるが、2019年にはロシア海軍海上航空隊司令官であるイーゴリ・コジン少将が「近代化の第1段階が実行され、現在エンジンの出力を増大し、探知システムなどを改善する第2段階の実行準備が進められており、Su-33は本物の多目的機となる」と発言しており、更なる改修が示唆されている。

## 戦歴
2016年11月15日、地中海において空母アドミラル・クズネツォフより発艦したSu-33がシリア上空で戦闘飛行を開始し、進行中のシリア内戦に参戦した。

## 派生型
Su-33は、各タイプ合わせて24機程度が生産された。
※40機程生産されているとの説もある
T-10K
Su-27K（Su-33）の試作機。T-10K-1からT-10K-9までの9機が製造された。
T-10K-7はソビエト連邦の崩壊後にウクライナへ譲渡され、2007年中華人民共和国が購入、J-15 艦上戦闘機の開発に役立てられている。試作機の一部（T-10K-5、T-10K-6、T-10K-9）は、現在でもロシア海軍の空母「アドミラル・クズネツォフ」で運用されている。
Su-33（Su-27K）
艦上戦闘機型。ロシア海軍が採用。
当初はSu-27Kという名称だったが、1998年9月8日、Su-33と改称された。
Su-27KUB（Su-33UB）
Su-33の並列複座型。Su-27Kの試作機T-10K-4を改造して製作された。
主翼や水平尾翼を延長し、推力偏向装置が付いたAL-31FPを装備している。また、主翼の折り畳み機構をSu-33よりも外側に移すことでフラップが2枚式に変更している他、水平尾翼の折り畳み機構は廃止されている。火器管制レーダーとしてジュークMSを搭載する。
Su-33UBの初飛行は1999年4月28日で同年10月6日には、「アドミラル・クズネツォフ」への着艦を行っている。ロシア海軍のSu-33の後継機となる次期艦載戦闘機候補に上がっていたがロシア海軍ではMiG-29Kの採用と既存のSu-33の寿命延長を決定しSu-27KUBは不採用となった。正式採用された暁には、Su-33UBと呼ばれる予定であった。
殲撃十五型（J-15）
中華人民共和国が試作機であるT-10K-7を参考にJ-11Bをベースにして開発した艦上戦闘機。

## 仕様
仕様
- 乗員：パイロット1名
- 全長：21.19m
- 全幅：14.70m（折りたたみ時：7.40m）
- 全高：5.93m
- 翼面積：67.4m2
- 空虚重量：18,400kg
- 運用時重量：29,940kg
- エンジン：
  - リューリカ＝サトゥールン AL-31F3（アフターバーナー時最大 130.4kN）×2
  - リューリカ＝サトゥールン AL-31F-M1[11]（改修機、アフターバーナー時最大 132kN）×2）
- 燃料容量：11,775 l
- 最大離陸重量：33,000kg（空母運用時は26,000kg）

性能
- 巡航速度：M1.06
- 最大速度：M2.165
- 航続距離：1,620nm
- 離陸滑走距離：120m
- 実用上昇限度：17,000m
- アビオニクス
  - N001 メーチ火器管制レーダー
  - SPO-15LM ベリューザレーダー警報受信機
  - OEPS-27 IRST

兵装
- 固定：GSh-30-1 30mm機関砲×1門（搭載弾薬150発）
- 最大12箇所のハードポイントに最大8,000kg（空母運用時は6,500kg）の各種ミサイルや爆弾の装着が可能 
  - 空対空ミサイル
    - R-27
    - R-60
    - R-73

  - 無誘導爆弾
    - FAB-250（英語版） 250kg 無誘導爆弾
    - FAB-500（英語版） 500kg 無誘導爆弾

  - ロケット弾
    - S-250 無誘導ロケット弾
    - B-8 ロケットポッド（S-8無誘導ロケット弾を使用）
    - B-13 ロケットポッド（S-13無誘導ロケット弾を使用）